# Joplin (Montana)
Joplin és una concentració de població designada pel cens dels Estats Units a l'estat de Montana. Segons el cens del 2000 tenia 210 habitants.

## Demografia
Segons el cens del 2000, Joplin tenia 210 habitants, 91 habitatges, i 66 famílies. La densitat de població era de 64,4 habitants per km².
Dels 91 habitatges en un 22% hi vivien nens de menys de 18 anys, en un 64,8% hi vivien parelles casades, en un 7,7% dones solteres, i en un 26,4% no eren unitats familiars. En el 24,2% dels habitatges hi vivien persones soles el 13,2% de les quals corresponia a persones de 65 anys o més que vivien soles. El nombre mitjà de persones vivint en cada habitatge era de 2,31 i el nombre mitjà de persones que vivien en cada família era de 2,7.
Per edats la població es repartia de la següent manera: un 22,4% tenia menys de 18 anys, un 5,7% entre 18 i 24, un 23,8% entre 25 i 44, un 25,2% de 45 a 60 i un 22,9% 65 anys o més.
L'edat mediana era de 43 anys. Per cada 100 dones de 18 o més anys hi havia 96,4 homes.
La renda mediana per habitatge era de 38.281 $ i la renda mediana per família de 40.625 $. Els homes tenien una renda mediana de 28.750 $ mentre que les dones 17.500 $. La renda per capita de la població era de 24.014 $. Aproximadament el 4,6% de les famílies i el 4,4% de la població estaven per davall del llindar de pobresa.

## Poblacions més properes
El següent diagrama mostra les poblacions més properes.